# 陳國雄
陳國雄（Chan Kwok Hung，1949年8月28日—），香港退役足球員，司職中堅，前中華民國國腳，曾先後擔任愉園、南華教練及助教，於2009年7月榮休。

## 生平
陳國雄年輕時外型俊朗，因而有「小生雄」外號，司職中堅，曾先後效力過東方、警察、南華、愉園等多支香港甲組足球聯賽球隊。
陳國雄1984年退役後，擔任愉園教練，1990年轉任南華教練，亦曾兼任香港足球代表隊教練，在南華擔任教練及助教達19年之久，在2009年7月正式宣布退休。

## 外部連結
- 南華足球隊官方網頁資料